# Mariusz Kuśmierczyk
Mariusz Kuśmierczyk (ur. 1971) – polski kardiochirurg i transplantolog kliniczny, profesor nauk medycznych, kierownik Kliniki Kardiochirurgii Warszawskiego Uniwersytetu Medycznego.

## Życiorys
W 1995 ukończył studia na Wydziale Lekarskim Akademii Medycznej w Warszawie. Po studiach został zatrudniony w anińskiej Klinice Kardiochirurgii kierowanej przez Mariana Śliwińskiego. Pierwszy stopień specjalizacji z chirurgii ogólnej uzyskał w 1998. W warszawskim Instytucie Kardiologii najpierw pracował w I Klinice Kardiochirurgii (1998–2005), następnie po uzyskaniu specjalizacji z kardiochirurgii (2005) awansował na pozycję zastępcy kierownika II Kliniki Kardiochirurgii (2005–2011). Umiejętności kardiochirurgiczne doskonalił pod okiem Jacka Różańskiego, który był promotorem jego pracy doktorskiej pt. Ocena wczesna i średnioodległa funkcji autograftu płucnego u młodzieży i osób dorosłych, obronionej w 2001.
W 2004 ukończył Europejską Szkołę Kardiochirurgii we włoskim Bergamo, prowadzoną pod auspicjami Europejskiego Towarzystwa Kardio-Torakochirurgicznego. Habilitował się w 2010 na podstawie oceny dorobku naukowego i rozprawy pt. Późne reoperacje pacjentów dorosłych z Tetralogią Fallota, z zastosowaniem własnych modyfikacji technik operacyjnych. W 2011 uzyskał specjalizację z transplantologii klinicznej, awansował na stanowisko profesora nadzwyczajnego oraz został zastępcą kierownika Kliniki Kardiochirurgii i Transplantologii (2011–2014; w 2015 awansował na kierownika). Tytuł naukowy profesora nauk medycznych został mu nadany w 2017.
Na dorobek naukowy M. Kuśmierczyka składa się szereg opracowań oryginalnych publikowanych m.in. w czasopismach takich jak „Journal of the American College of Cardiology”, „Circulation", „Kardiochirurgia i Torakochirurgia Polska”, „Journal of Cardiac Surgery", „European Heart Journal” oraz „Kardiologia Polska”.
W kadencji 2016–2018 pełni funkcję sekretarza generalnego, a w kadencji 2018-2020 prezesa Polskiego Towarzystwa Kardio-Torakochirurgicznego. 
W 2016 został odznaczony Krzyżem Kawalerskim Orderu Odrodzenia Polski za rozwój transplantacji serca. 
Przewodniczący Krajowej Rady Transplantacyjnej kadencji 2018–2022.